# Tana bru
Tana bru è un villaggio della Norvegia, situato nella municipalità di Tana, nella contea di Finnmark. Tana bru è il centro amministrativo del comune.